# Calpurnius Iulianus
Publius Calpurnius Iulianus (zu seinem möglichen Praenomen siehe den Abschnitt: Zweite Inschrift) war ein im 2. Jahrhundert n. Chr. lebender Angehöriger des römischen Senatorenstandes.
Durch eine unvollständig erhaltene Inschrift, die in Mehadia gefunden wurde, sind zwei Stationen aus der Laufbahn von Iulianus bekannt. Er war zunächst Kommandeur (Legatus legionis) der Legio V Macedonica und danach Statthalter (Legatus Augusti pro praetore) einer Provinz, deren Name in der Inschrift unterschiedlich gelesen wird.

## Provinz
Bei der Epigraphik-Datenbank Clauss-Slaby (EDCS) wird dieser Teil der Inschrift aus Mehadia mit leg(atus) Aug(usti) pr(o) pr(aetore) [pro]v(inciae) [Moe]siae [i]nf[e]r[io]r[i]s wiedergegeben. Bei den Inscriptiones Latinae selectae ist leg. Aug. pr. pr. [prov.] Moes[i]ae i[nferiori]s angegeben. Folgt man diesen Lesungen, wäre Iulianus Statthalter in der Provinz Moesia inferior gewesen.
Werner Eck geht davon aus, dass er Statthalter in Moesia inferior war. Edmund Groag geht dagegen davon aus, dass Iulianus Statthalter in Moesia superior war. Laut Ioan Piso nahm Alfred von Domaszewski ebenfalls an, dass er Statthalter in Moesia superior war.
Bei der Epigraphischen Datenbank Heidelberg (EDH) ist [leg(atus) A]ug(usti) pr(o) pr(aetore) [pro]v(inciae) [Da]ciae [sup]er[iori]s angegeben; diese Wiedergabe ist identisch mit der Lesung, die Piso vornahm. In diesem Fall wäre Iulianus Statthalter in Dacia superior gewesen.

## Zweite Inschrift
In einer weiteren, unvollständig erhaltenen Inschrift, die in Swischtow gefunden wurde, ist ein Publius Calpurnius aufgeführt. Bei ihm handelt es sich möglicherweise um Calpurnius Iulianus; es wurde jedoch auch Publius Calpurnius Proculus als Ergänzung vorgeschlagen. Bei der EDCS wird diese Inschrift mit P(ublio) Calpurni[o Iuliano leg(ato) Augg(ustorum) pr(o) pr(aetore) pr(ovinciae) Moes(iae) inf(erioris)] ergänzt, ebenso bei der EDH (mit kleineren Abweichungen).
Werner Eck geht davon aus, dass der Publius Calpurnius der zweiten Inschrift mit dem Calpurnius Iulianus der ersten Inschrift identisch ist.

## Datierung
Die Inschrift aus Mehadia wird bei der EDCS und bei der EDH auf 171/230 datiert, die Inschrift aus Swischtow auf 176/180. Ioan Piso datiert die Statthalterschaft in die Jahre von 153 bis 156. Werner Eck datiert die beiden Stationen der Laufbahn wie folgt: Legatus legionis um 170 oder kurz vorher und Statthalter in den Jahren zwischen 177 und 180.